# 長場龍太郎
長場 龍太郎（ながば りょうたろう、1849年11月4日（嘉永2年9月20日） - 1922年（大正11年）6月26日）は、日本の政治家。衆議院議員（2期）。

## 経歴
新潟県出身。儒学を学び、農業を営む。新潟県会議員となる。
1908年の第10回衆議院議員総選挙において新潟県郡部から憲政本党公認で立候補して初当選する。以来当選2回。1912年の第11回衆議院議員総選挙は不出馬。1915年の第12回衆議院議員総選挙では立憲国民党公認で立候補したが落選した。1920年の第14回衆議院議員総選挙では新潟3区から立候補して8年ぶりに返り咲いた。衆議院議員2期目の1922年に死去した。